# Alias (azienda)
Alias Srl è un'azienda italiana di arredamento di design fondata a Grumello del Monte (BG) nel 1979.

## Storia
Verso la fine degli anni settanta, quattro giovani imprenditori lombardi, Enrico Baleri, (Marilisa Decimo Baleri), Carlo Forcolini e Francesco Forcolini fondano insieme al progettista Giandomenico Belotti, prima guida creativa dell'azienda, una piccola attività produttiva specializzata in arredamento e oggetti per la casa.
L'attività inizia con la produzione della Broomstick Collection disegnata da Vico Magistretti e della Spaghetti chair inserita nella collezione del MoMa di New York e fa parte della collezione permanente del Triennale Design Museum di Milano..
Negli anni l'azienda si è avvalsa delle collaborazioni di molti nomi noti del design industriale, sia italiani che stranieri: Enrico Baleri, Giandomenico Belotti, Riccardo Blumer, Mario Botta, Michele De Lucchi, Carlo Forcolini, Ron Gilad, Sou Fujimoto, Alfredo Häberli, James Irvine, Alberto Meda, Jasper Morrison, Nendo, Atelier Oï, PearsonLloyd, Simon Pengelly, Eugeni Quitllet.
Nel 1983 Enrico Baleri e Marilisa Decimo lasciano Alias. La direzione di Alias prosegue nelle mani di Forcolini ed Ernesto Gismondi, proprietario di Artemide. Nel 1992 i fratelli Forcolini escono dall'azienda che diventa proprietà di Artemide. Nel 2001 Cassina acquisisce Alias. Nel 2007, entra a far parte del gruppo Poltrona Frau, il principale gruppo  italiano nel settore del design d’alta gamma e vengono presentate le collezioni outdoor.
Nel 2008 è stato inaugurato il primo flagship store Alias a Milano, in corso Monforte 19 dove sono esposti i prodotti e documentazioni sull'azienda e la sua tradizione e ricerca progettuale.
Nel 2010, Renato Stauffacher e Andrea Sanguineti acquisiscono la maggioranza di Alias con l’obiettivo di potenziare il radicamento nel territorio e consolidare il marchio, mantenendo le risorse umane e produttive nella nuova sede di Grumello del Monte.
Il legame col territorio diventa evidente con la nuova politica della produzione a "chilometri zero", stringendo forti legami con i molteplici fornitori e artigiani locali della provincia di Bergamo.
Nel 2011, dopo 3 anni d'assenza, l'azienda torna al Salone Internazionale del Mobile di Milano con sette novità, tra queste una poltrona realizzata da Pio Manzù ispirata al mondo delle automobili; la poltrona era già stata presentata sotto forma di prototipo per La Rinascente e fu successivamente abbandonata. La poltrona, rivista solo leggermente alla base dal progetto originale, viene proprio chiamata col nome del suo progettista.
Nel 2015 l'azienda torna ad essere autonoma uscendo dal gruppo Cassina - Poltrona Frau - Haworth con cui continua a mantenere solidi rapporti commerciali.
Dal 2017 Beat Zaugg è amministratore delegato, e prende la guida del marchio, mantenendo una continuità con il territorio, la storia, l’identità, i valori del brand e attuando precise strategie di sviluppo in termini di internazionalizzazione e ricerca prodotto.

## Premi e riconoscimenti
- 1979 – realizzazione di "Spaghetti chair", frutto della collaborazione con il designer Giandomenico Belotti. Questa seduta fa parte della collezione permanente del Triennale Design Museum di Milano e del MoMA di New York.
- 1996 – "Laleggera chair" di Riccardo Blumer ha ricevuto prestigiosi riconoscimenti, come il Design Preis Schweiz nel 1997 e il Compasso d'Oro nel 1998
- 2007 – “Teak” di Alberto Meda premiato con il Compasso d'Oro nel 2011
- 2011 - “To'taime”, appendiabiti nato dalla collaborazione tra Philippe Starck e Eugeni Quitllet presentato al Salone del Mobile 2011
- 2011 - “Manzù”, poltrona disegnata dal protagonista del car design italiano degli anni '60, Pio Manzù
- 2011 - “Hydrochair” di Alberto Meda, presentata al Salone del Mobile 2011
- 2012 - "Elle", sedie di Eugeni Quitllet che hanno vinto la Menzione d'Onore al Compasso d'Oro 2014
- 2014 - "Kayak", sedia di Patrick Norguet che ha vinto la Menzione d'Onore al Compasso d'Oro 2016 e il premio Red Dot Best of the Best Product Design 2016
- 2015 - "Twig", collezione di sedute di Nendo; il modello twig 4 ha vinto il premio Red Dot Product Design 2016
- 2017 - "Rollingframe 52", seduta di Alberto Meda. Ha vinto il premio Red Dot Product Design 2017
- 2019 - "Gran kobi essentiel"  by Patrick Norguet- German Design Award Winner 2019
- 2019 - "Okome bed" by Nendo - German Design Award Special 2019
- 2019 - German Brand Award 2019